# 刘正衡
劉正衡（1590年—？），字元定，號思石，山東青州府安丘縣人，軍籍，明朝政治人物。

## 生平
天啟四年（1624年）甲子科山東鄉試第二十二名舉人，崇禎四年（1631年）辛未科二甲第五十一名進士。戶部觀政，授刑部河南司主事，七年（1634年）升刑部員外郎，八年（1635年）出為太平府知府，十一年（1638年）升浙江按察司副使，十二年（1639年）調河南按察司副使、兵備信陽，十三年（1640年）考察，謫山西按察司僉事、兵備潞安，升浙江按察司副使、兵備溫處。劉正衡與劉希孟、劉正宗並稱為“北海劉氏三株樹”。

## 家族
曾祖劉魁，休寧縣主簿，贈吏部稽勳司主事；祖父劉希孟，通政使司右通政；父劉如金。弟劉正監、劉正宗。